# Ovoce stromů rajských jíme
Ovoce stromů rajských jíme (Português-Brasil: Fruto do Paraíso; Inglês:Fruit of Paradise), é um filme tchecoslovaco de 1970 dirigido por Věra Chytilová. É uma fábula visual que recria de forma alegórica e psicodélica a história bíblica de Adão e Eva.
Fruto do Paraíso é a segunda colaboração criativa entre Věra Chytilová (na direção e roteiro), Ester Krumbachová (roteiro e figurino) e Jaroslav Kučera (direção de fotografia)

## Sinopse
Eva é uma jovem obsecada por um homem vestido de vermelho, o senhor Robert, que conhece no spa surrealista onde ela e o marido Josef estão hospedados. 

## Elenco
- Jitka Nováková 	 Eva [4]
- Karel Novak 	 Josef [4]
- Jan Schmid 	 Robert [4]
- Julius Albert 	 Homem Idoso (não creditado) [4]
- Alice Auspergerová 	 Tia (não creditado) [4]
- Jan Klusák 	 Robert (voz) (não creditado) [4]
- Helena Ruzicková 	 Mulher Pavão (voz) (não creditado) [4]
- Ludek Sobota 	 Homem com Flores (não creditado) [4]
- Josef Somr 	 Josef (voz) (não creditado) [4]
- Jaromír Vomácka 	 Tio (não creditado) [4]

## Produção
Fruto do paraíso foi escrito e produzido entre 1967 e 1969, contemporaneamente ao breve desabrochar e após a supressão ainda mais rápida da Primavera de Praga. É uma co-produção do estúdio estatal checo Filmové Studio Barrandov  e a produtora belga Elizabeth Films.
Devido ao contexto mais liberal em que a Primavera de Praga se encontrava, e pelas especificações do contrato com a companhia de co-produção, Chytilová possuía uma autonomia artística incomum, que garantia pouca intervenção de terceiros na realização de Fruto do Paraíso.

### Roteiro
Ester Krumbachová, que já havia colaborado com Chytilová no roteiro e figurino de As Pequenas Margaridas, sugeriu uma história sobre amor, amizade e traição, construída em torno de um triânguo amoroso, baseada em uma história real sobre um assassino de mulheres, que havia sido noticiado na época.
 

Em entrevista ao crítico de cinema checo Antonín J. Liehm (antes da filmagem do filme), Chytilová descreve o roteiro de Fruto do Paraíso:
A grosso modo, trata-se da luta desigual entre um homem e uma mulher. Acima disso, está a questão da capacidade de se aceitar a verdade - se uma pessoa conseguiria ser capaz de viver com os ideais que ele defende, capaz de merecê-los. É muito mais fácil lutar pela verdade do que viver com ela.
Com os eventos da invasão da Tchecoslováquia pela União Soviética em agostode 1968, Chytilová e Krumbachová resolvem adaptar o roteiro "como uma parábola do paraíso do qual fomos expulsos porque nós temos que saber a verdade". O tema principal deveria ser a traição.

### Atores
O trio protagonista (Eva: Jitka Nováková; Josef: Karel Novák; Robert: Jan Schmid) pertence ao Studio Ypsilon (fundado em 1963 por Schmid). O grupo desenvolveu e praticou um estilo de atuação “ingênuo”, influenciado pela compreensão do pintor Henri Rousseau sobre a arte naïf, pelo teatro de fantoches, pelo teatro do absurdo  e o Verfremdungseffeckt de Bertolt Brecht.

## Recepção
Chytilová acreditava que, diferentemente de outros de seus filmes do final dos anos 1960 que foram colocados na lista negra, esse não seria banido nunca porque ninguém entendeu seu significado oculto. O filme estreiou nos cinemas em julho de 1970.
Ele foi exibido no Festival de Filmes de Cannes de 1970 apesar da recepção decepcionante.
Mesmo em terras checas o filme recebeu reações mornas entre os críticos, que acharam que a difícil compreensão do filme significava que Chytilová e Krumbachová fizeram o filme somente para si mesmas
Fruto do Paraíso foi o último filme feito para o cinema que Chytilová realiza antes de ser impedida pelo governo de trabalhar por seis anos. Nesse tempo, ela dirige um média metragem para a televisão, Kamarádi (1971), até que finalmente, em 1976, ela lança O Jogo da Maçã.

## Ligação externa
- Fruit of Paradise. no IMDb.